# Флоранс Арто

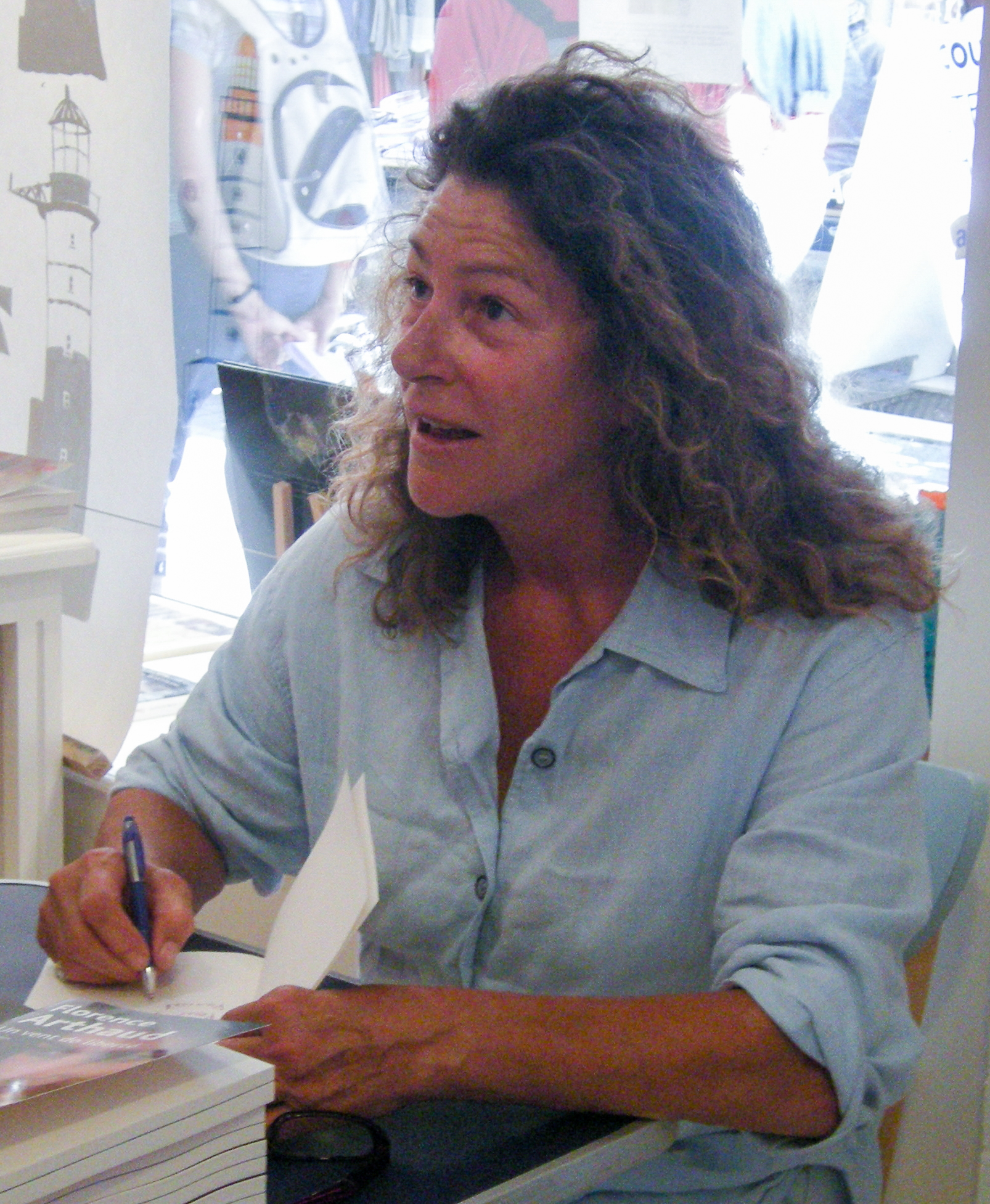

Флоранс Арто (фр. Florence Arthaud; 28 жовтня 1957, Булонь-Біянкур, Франція — 9 березня 2015, Вілья-Кастеллі, Ла-Ріоха, Аргентина) — французька яхтсменка і письменниця.

## Біографія
У 17 років потрапила у важку автокатастрофу, після якої півроку була прикутою до ліжка.
У 1990 році виграла яхтенні перегони Route Du Rhum. У 1997 брала участь в транстихоокеанському плаванні у парі з Бруно Пейроном. Написала декілька автобіографічних книжок.
Загинула в авіакатастрофі в Аргентині при зіткненні двох гелікоптерів на висоті 100 метрів, під час зйомок екстремального реаліті-шоу.